# Only If...
Only If... è un singolo della cantante e musicista irlandese Enya, pubblicato nel 1997 come primo estratto dalla raccolta Paint the Sky with Stars

## Tracce
- Only If... - 3:17
- Willows on the Water (Strumentale) - 3:02
- Oíche Chiún (Silent Night) - 3:45

## Piazzamenti in classifica
| Paese             | Posizione |
| ----------------- | --------- |
| Germania          | 68        |
| Paesi Bassi       | 78        |
| Regno Unito       | 43        |
| Billboard Hot 100 | 88        |